# Pitavia punctata
Pitavia punctata, conocido comúnmente como pitao o canelillo, es un árbol endémico de Chile, especie del género Pitavia. Es uno de los árboles más amenazados de Chile y actualmente está calificado como una especie en peligro de extinción. Su tala está prohibida debido a que en 1995 fue declarado monumento natural. esta en peligro de extinción y es muy importante para el planeta 
Negro

## Descripción
Árbol de hojas perennes. Puede medir hasta 15 metros y un tronco de hasta 50 cm de diámetro. Florece entre octubre y noviembre, sus flores son hermafroditas y de color blanco.

## Distribución
Esta especie de la flora de Chile es posible encontrarla exclusivamente en la Cordillera de la Costa entre las provincias de  Talca y Malleco, en un rango de altitud que va desde los 30 hasta los 850 m s. n. m.
La mayoría de los ejemplares que aún existen se encuentran en quebradas o aéreas bajas y rodeadas de plantaciones forestales comerciales.

## Conservación
Su hábitat original se ha visto fuertemente reducido y fragmentado mediante el uso del fuego, para estos  terrenos como zonas de cultivo y pastoreo, y más recientemente para plantaciones forestales comerciales de pino radiata y eucaliptus. Además ha sufrido una tala intensiva para utilizar su madera como leña, su tala fue especialmente intensa cerca de los centros urbanos como Concepción. La tala fue finalmente prohibida gracias a que fue declarado oficialmente como monumento natural en 1995.
Se estima que su actual área de ocupación es menor a 10 km² y está formada por menos de 1000 ejemplares maduros.
De los 30 sectores en los cuales Conaf ha identificado presencia de pitaos, sólo existen tres en áreas silvestres protegidas, una en la Reserva Nacional Los Ruiles, Reserva nacional Los Queules y Reserva Nacional Nonguen, en las dos primeras áreas de protección el número de ejemplares maduros es menor a 70 y en la Reserva Nacional Nonguen sólo se han encontrado cuatro ejemplares maduros.

## Taxonomía
Pitavia punctata fue descrita por (Ruiz & Pav.) Juan Ignacio Molina y publicado en Saggio sulla Storia Naturale del Chili 287. 1810.